# Pınar Budak
Pınar Budak (* 19. November 1982 in Wuppertal) ist eine ehemalige deutsche Taekwondoin.

## Leben
Budak trainierte in Swisttal im Taekwondo Spitzensportzentrum Swisttal, welches gleichzeitig Internat und Landesstützpunkt ist. Sie absolvierte eine Ausbildung zur Bürokauffrau. Ihre sportliche Laufbahn begann sie in Wuppertal bei den Wuppertaler Tigern. Budak war Mitglied des deutschen Bundeskaders (DTU) und mehrfache deutsche Meisterin im Taekwondo.
2005 gewann sie eine Bronzemedaille bei den Europameisterschaften in Riga, 2006 wurde sie in Bonn Europameisterin. Im selben Jahr gewann sie außerdem eine Silbermedaille beim World Cup in Bangkok.
Obwohl Budak im Januar 2008 beim europäischen Olympiaqualifikationsturnier in Istanbul in der für sie ungewohnten Klasse bis 67 kg einen Startplatz für eine Athletin des deutschen Teams erkämpft hatte, schlug die Deutsche Taekwondo Union Helena Fromm für die Olympischen Spiele 2008 vor. Nachdem der Deutsche Olympische Sportbund die Nominierung von Helena Fromm angenommen hatte, trat Pınar Budak vom Spitzensport zurück.

## Erfolge
- 1. Platz Dutch Open Eindhoven 2008
- 1. Platz US OPEN 2008 in New Orleans
- 3. Platz Europaqualifikation (Istanbul/TUR) für die Olympischen Spiele 2008 in Peking
- 1. Platz Int. Park Pokal 2007 in Sindelfingen
- 1. Platz Zypern Open 2007 in Zypern
- 1. Platz Europameisterschaft 2006 in Bonn (Damen: bis 59 kg)
- 2. Platz World Cup 2006 in Bangkok, Thailand (Damen: bis 59 kg)
- 3. Platz Europameisterschaft 2005 in Riga, Lettland
- 1. Platz Taekwondo Bundesliga mit dem TeamKWON, 2004/2005
- 1. Platz Internationaler Flora Pokal 2006
- 1. Platz US Open 2006 (Auszeichnung als beste Kämpferin), 2007
- 1. Platz Belgium Open 2006
- 2. Platz Dutch Open 2006
- 1. Platz DEM 2006
- 1. Platz Polish Open 2005
- 1. Platz Austrian Open 2005
- 1. Platz Deutsche Meisterschaft 2004
- 2. Platz German Open 2004
- 1. Platz Belgian Open 2004
- 1. Platz Internationaler Park Pokal 2001, 2002, 2003
- 1. Platz Austria Open 2003